# Tecwyn Jones (Fußballspieler, 1930)
Tecwyn Jones (* 3. Januar 1930 in Holywell; † 29. Dezember 2008 in Hammersmith) war ein walisischer Fußballspieler.

## Karriere
Tecwyn Jones spielte in seiner nordwalisischen Heimat für Holywell Town, bevor er Ende der 1940er Jahre seinen Militärdienst ableistete. Dabei wurde er während eines Auswahlspiels des Royal Army Ordnance Corps in Feltham vom früheren irischen Nationalspieler Bill Gorman entdeckt und dem Westlondoner Klub FC Brentford empfohlen,  im März 1950 wurde Jones nach der Entlassung aus dem Militärdienst von Brentford mit einem Profivertrag ausgestattet. Als Vertretung des linken Verteidigers Roddie Munro debütierte Jones im Oktober 1951 in der Football League Second Division vor über 20.000 Zuschauern im Griffin Park bei einem 4:0-Heimerfolg über den FC Bury. Um seine Nervosität vor dem Spiel zu reduzieren, wurde er von Gorman und Trainer Jackie Gibbons zu einer Joggingrunde entlang der Great West Road in Brentford mitgenommen. Presseseitig wurde Jones für sein Debüt ein „recht souveränes Spiel“ attestiert. Auf weitere Einsätze musste er bis März 1953 warten, als Munro erneut verletzt ausfiel. Jones bildete nochmals für vier Zweitligapartien mit Fred Monk das Verteidigerpaar, als zwei Siege gelangen.
Nachdem er drei Jahre zumeist in der Reserve Brentfords gespielt hatte, wurde er zur Saison 1953/54 vom nahe seiner Heimatstadt gelegenen walisischen Klub AFC Wrexham verpflichtet, der im englischen Ligasystem in der Football League Third Division North spielte. Jones wurde dabei als linker Verteidiger vorgestellt und als Spieler charakterisiert, der Zweikämpfe direkt mit Grätschen eröffnete. Nach ansprechenden Leistungen im Reserveteam rückte Jones Anfang November 1953 für den verletzten Ally McGowan in die Mannschaft und wirkte als rechter Verteidiger an Erfolgen gegen Hartlepools United (2:0), den FC Darlington (2:0) und im Erstrundenspiel des FA Cups gegen Horden Colliery Welfare (1:0) mit. Nachdem er in seinem vierten Einsatz gegen Bradford Park Avenue vor dem 0:1 gepatzt hatte (Endstand 0:2), wurde er zur folgenden Partie von Trainer Peter Jackson durch Les Speed ersetzt. Jones kam im weiteren Saisonverlauf nur noch im Februar 1954 als Vertretung von Brian Jarvis zu einem Einsatz als rechter Außenläufer, ehe er den Klub mit Saisonende wieder verließ. Jones zog es in der Folge in den Südosten Englands; dort spielte er im Non-League football zunächst für den FC Dartford, für den er aber nur zu einem Pflichtspieleinsatz für die erste Mannschaft in der Southern League kam. In der Folge war er noch bei Chelmsford City und Clacton Town aktiv, letzterem Klub trat er 1956 bei.